# Nacionalni park Fjordland
Nacionalni park Fjordland nalazi se u jugozapadnom delu južnog ostrva Novog Zelanda. Najveći je od 14 nacionalni parkova koji se nalaze na Novom Zelandu. Zauzima površinu od 12,500 km2. Parkom upravlja Odeljenje za konzervaciju.

## Geografske karakteristike
Tokom ledenog doba, glečeri su isklesali mnoge fjordove. Jedan od najposećenijih je Milford Sound. Ostali značajniji fjordovi su Doubtful Sound i Dusky Sound. Sa jednog od vrhova Nacionalnog parka se, na krajnjem severu, može videti najviša planina na Novom Zelandu, Aspiring ili Tititea.
Obala Fjordlanda je puna fjordova koji se kreću iz doline južnih raspona Južnih Alpa, kao što su planine Kepler i Murchison. U severnom delu parka nalazi se par vrhova koji prelaze visine preko 2000 metara.
Led je urezao dva ostrva sa kopna, ostavljajući dva velika nenaseljena ostrva. Reč je o ostrvu Secretary i ostrvu Resolution. Nekoliko velikih jezera leži u potpunosti, ili delimično, u granicama Nacionalnog parka, kao što su jezero Te Anau, jezero Manapouri, jezero Monowai, jezero Hauroko, i jezero Poteriteri. Vodopad Sutherland je jedan od najviših vodopada na svetu. Nalazi se u blizini fjorda Milford Sound.
Na ovom području dominiraju zapadni vetrovi koji donose vlažan vazduh sa Tasmanovog mora na planine.

## Vegetacija i životinjski svet
Za ovo područje karakteristični su delfini, foke i ptice. Od uvezenih životinja mogu se naći miševi, pacovi, zečevi i jeleni. Od ptica je karakterističan Kakapo, ptica koja je izgubila sposobnost letenja. Tu je smešten i Kivi, koji je poreklom sa Novog Zelanda. Park obiluje drvećem Nothofagus

## Prilaz parku
Do Nacionalnog parka se može stići putem Milford (SH 94), koji vodi severno od Te Anau, zaobilazeći ivicu parka, pre samog ulaska, nalazi se izvorište reke Eglinton. Južno od Te Anau nalaze se manji put koji vodi do jezera Manapouri.
Do mesta Milford Sound se može stići i pomoću helikoptera. Ovo mestož ima i manju marinu.

## Aktivnosti
Fjordland je poznata i omiljena destinacija naročito za alpinističke planinare, bilo da je reč o stazama Milford, Hollyford, Kepler i Routeburn ili nekih u blizini samog parka. Postoji i nekoliko staza koje zahtevaju da se prati putanja jelena. Opasnosti su vremenske nepogode.
Ostale turiste privlače druga mesta, poput Milford Sound-a.

## Lov helikopterom
Jeleni su uvezeni na Novi Zeland 1850. godine, a zatim su prebačeni u Nacionalni park Fjordland. Do 1920. godine, kako se populacija jelena širila, nastao je problem oko hrane. Borbu za hranu, jeleni su vodili sa ovcama i govedima. To je vršilo veliki pritisak na vladu iz poljoprivredne zajednice. Unajmili su ljude koji bi bili zaposleni u odeljenju za unutrašnje poslove. Njihov posao jeste da gađaju jelene sa visina i time redukuju njihovu populaciju. Troškovi su nadoknađeni prodajom kože jelena.
Tokom ranih 1960ih je osnovano međunarodno tržište za divljači, bez ograničenja za lov. Eksprimenti koji su sprovedeni, pucanje na jelene iz helikoptera, su bili vrlo uspešni i do kasnih 1970ih populacija jelena u Fjordlandu je drastično opala. Nakon toga smanjio se i uticaj vazdušnog lova nad nacionalnim parkom.

## Spoljašnje veze
- Fiordland National Park, Odeljenje za konzervaciju
- Fiordland Coastal Newsletter